# جان بونومو
جان بونومو (ترکی استانبولی: Can Bonomo) متولد ۱۶ می ۱۹۸۷ در ازمیر ترکیه و خواننده یهودی ترک می‌باشد. او در مصاحبه ای که با روزنامه ملیت داشت اصالت خانواده اش را از یهودیان اسپانیا عنوان کرد که ۵۴۰ سال قبل از آنجا به ازمیر آمده‌اند.
جان موسیقی را در سن هشت سالگی با گیتار شروع کرد و بعد از ادامه کار در دوره‌های راهنمایی و دبیرستان به استانبول آمده در رشته سینما-تلویزیون دانشگاه بیلگی استانبول به تحصیل پرداخت.
این خواننده جوان ابتدا در «رادیو کلاس» و «نامبر وان اف‌ام» به کارآموزی پرداخت و سپس با پذیرش در این رادیوها به آغاز برنامه‌ای با نام «جان بونومو شو» پرداخت.
به دنبال قبول پیشنهادی از شبکه تلویزیونی ام‌تی‌وی برنامه‌ای با نام "Rock'n' Dark Express" را آغاز کرد.
وی در ژانویه سال ۲۰۱۱ اولین آلبوم خود با نام مجذوب را ارائه کرد.
جان بونومو نماینده ترکیه در مسابقات آوازخوانی یوروویژن ۲۰۱۲ خواهد بود. این مسابقات در تاریخهای ۲۲ تا ۲۶ مه در باکو پایتخت آذربایجان برگزار می‌شود. 
این خواننده به همراه دو خواننده دیگر برنده جایزه بهترین سولیست از سی‌و هشتمین جشنواره پروانه طلایی ترکیه شده‌است.
وی در سال ۲۰۱۸ با اویکو کارایل بازیگر سینماو تلویزیون ترکیه ازدواج کرده‌است و در سال ۲۰۲۱ فرزندشان به دنیا آمد.